# Feings, Orne

Feings este o comună în departamentul Orne, Franța. În 1 ianuarie 2022 avea o populație de 191 de locuitori.